# Schalker Verein
Der Schalker Verein war ein Hüttenwerk und eine Rohrgießerei in Gelsenkirchen. Heute befindet sich dort der Gewerbe- und Industriepark Schalker Verein, mit vielen Unternehmen aus der Logistik- und Dienstleistungsbranche.

## Geschichte

### Gründung bis zum Zweiten Weltkrieg
Das Unternehmen wurde als Schalker Gruben- und Hüttenverein 1872 im Stadtteil Bulmke von Friedrich Grillo und Fritz Funke gegründet, hatte seinen Verwaltungssitz jedoch im Stadtteil Schalke, was wiederum seinen Namen erklärt. Der erste Hochofen wurde 1874 gebaut und am 2. März 1875 in Betrieb genommen (erster Hochofenabstich). Auf dem Werksgelände in Gelsenkirchen fanden sich später sechs Hochöfen, in denen Roheisen produziert wurde. Der Schalker Verein wurde über die Bochumer Erzbahn mit Eisenerz versorgt.
1897 fusionierte Schalke mit der AG Vulkan in Duisburg-Hochfeld, auch 1899 wurde mit der Übernahme der Zeche Pluto weiter expandiert. 1907 schloss sich der Schalker Verein mit der Gelsenkirchener Bergwerks AG zusammen, nachdem er bereits zwei Jahre zuvor eine Interessengemeinschaft mit dem Aachener Hütten-Aktien-Verein Rothe Erde des Montanindustriellen Adolph Kirdorf getätigt hatte und mit der er 1926 Bestandteil der Vereinigte Stahlwerke wurde. Im Jahre 1924 nahm man ein Zementwerk in Betrieb, das den aus der Hochofenschlacke gewonnenen Hüttensand verwertete. Seit Anfang der 1920er Jahre entwickelte der Schalker Verein einen Schleudergussprozess für Eisenrohre, der beim Bochumer Verein später für die Verwendung mit Stahl (für Geschützrohre) weiterentwickelt wurde.
Zusammen mit der Friedrich Wilhelms-Hütte, der Meidericher Gießerei sowie der Hildener Gießerei wurde der Schalker Verein 1933 im Zuge der Neuorganisation der Vereinigten Stahlwerke in die Deutsche Eisenwerke AG als Werk Schalker Verein ausgegliedert.
Zur Blütezeit des Hüttenwerkes arbeiteten beim Schalker Verein 6000 Menschen.
Im Zweiten Weltkrieg war der Schalker Verein ein wichtiges Ziel der Alliierten. Bei mehreren Bombenangriffen wurde das Werk erheblich beschädigt. An der Wattenscheider Straße befand sich während des Krieges ein Lager für die im Werk eingesetzten, vornehmlich russischen Zwangsarbeiter.

### Nachkriegszeit

Firmenzeichen der Eisenwerk Gelsenkirchen 1948–1963

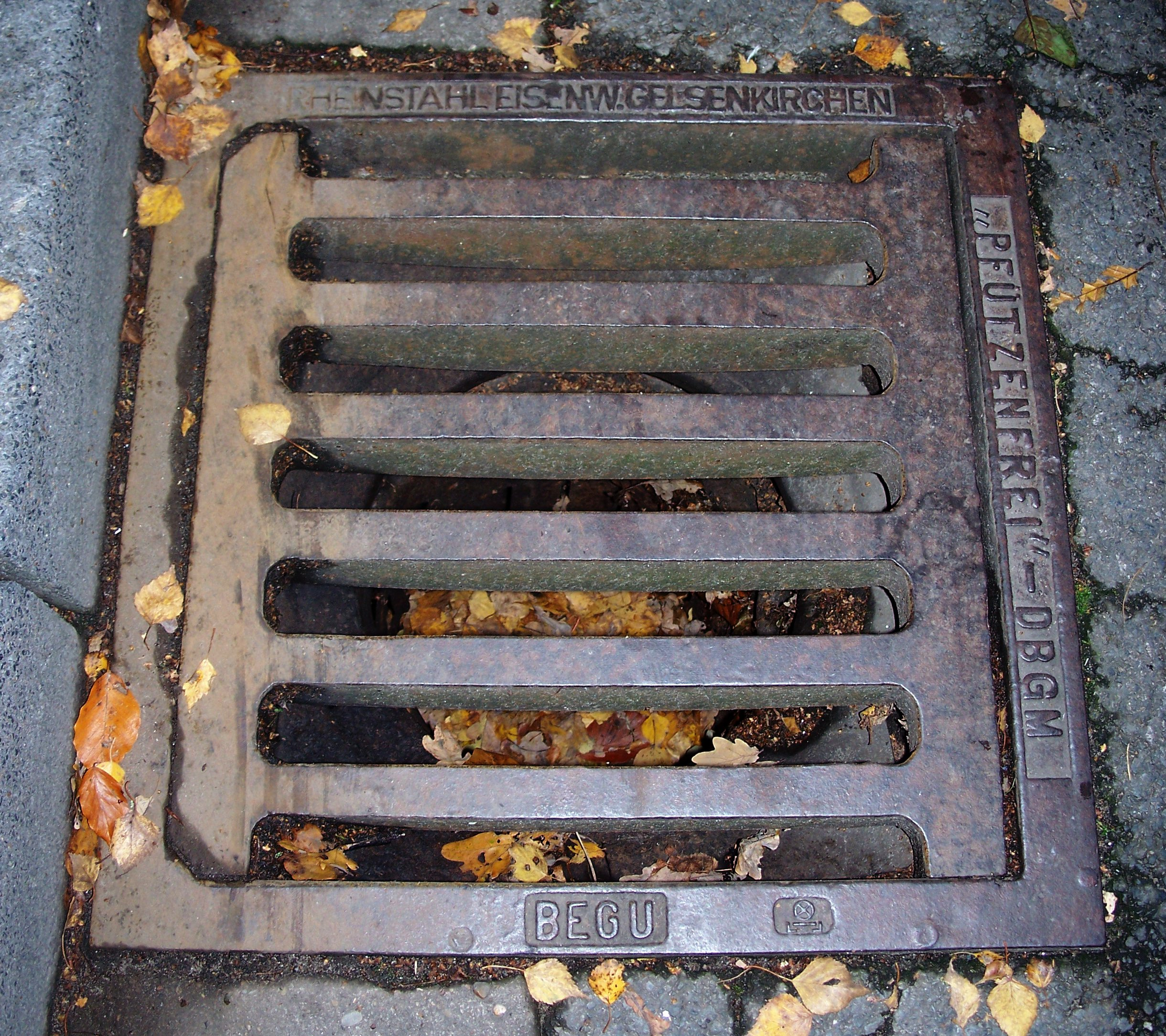
Ein Straßenablauf – Produkt des Rheinstahl Eisenwerk Gelsenkirchen

Nach dem Zweiten Weltkrieg wurde der Schalker Verein im Zuge der Entflechtung der Vereinigte Stahlwerke AG in die Eisenwerk Gelsenkirchen AG mit 3.272 (im Jahr 1947) bzw. 5.608 (im Jahr 1951) Arbeitern ausgegliedert. Zusammen mit anderen Eisen- und Gussstahlwerken gründeten sie 1952 die Rheinisch-Westfälische Eisen- und Stahlwerke AG, Mülheim (Ruhr) (kurz: Rheinwesteisen), die bereits 1957 von der Rheinstahl AG in Essen übernommen wurde. 1956 führte der Schalker Verein Wasserleitungen aus duktilem Eisenguss ein und wurde damit Marktführer für Gussrohre zur Trinkwasser- und Abwasserentsorgung, die in über 30 Länder exportiert wurden. Zu dieser bestand das Werk aus vier Hochöfen, einer Sinteranlage, einem Kraftwerk, Zementwerk, drei Rohrgießereien, zwei Formgießereien und eine Hüttenwolleanlage.
1963 ging nach dem Zusammenschluss mit der Ruhrstahl AG die Rheinstahl Hüttenwerke AG hervor; das Werk erhielt wieder den Namen „Rheinstahl Hüttenwerke AG, Werk Schalker Verein Gelsenkirchen“. 1973 wurde Rheinstahl und damit auch das Werk in Gelsenkirchen vom Thyssen-Konzern erworben und als Thyssen Schalker Verein GmbH der Thyssen Gießerei AG angegliedert.
Nach der Übernahme von Rheinstahl durch Thyssen und der Konzentration der Eisenerzeugung des Konzerns an der Rheinschiene war der Verlust des letzten aktiven Hochofens durch eine Explosion am 5. März 1982 der Ausgangspunkt für eine Reduktion der Belegschaft auf nur noch 1.200 Arbeiter. Neben dem Hochofenbetrieb wurde auch das von der Hochofenschlacke abhängige Zementwerk stillgelegt, die Produktion von Gussrohren aber zunächst aufrechterhalten. Das nötige Roheisen wurde in Torpedopfannenwagen aus den Thyssen-Hochöfen in Duisburg angeliefert. Der westliche Teil des Geländers mit den Hochöfen, der Sinteranlage und Kraftzentrale wurde in der Folge abgerissen und stand lange Zeit brach, nur der Möller- und Erzbunker ist noch erhalten.

### Übernahme durch Saint-Gobain und Schließung
1997 wurde das Werk Schalker Verein durch Thyssen zum Verkauf angeboten, da die Eisenrohrproduktion als unstrategisch eingestuft wurde, da Thyssen sich fortan auf das Flachstahl-Geschäft konzentrieren wollte. Die Belegschaft wurde weiter auf etwa 600 Mitarbeiter reduziert, bevor die Saint Gobain Gruppe das Werk 1999 übernahm und die Belegschaft bis 2004 auf 160 reduzierte.
Im März 2004 erfuhr das Werk schließlich aus einer Pressemitteilung, dass der Gussprozess in Gelsenkirchen komplett eingestellt werden solle – was direkt am nächsten Tag ungeachtet aller arbeitsrechtlichen Konsequenzen (z. B. Weiterzahlung des Lohns) geschah. In der folgenden Zeit wurde versucht, ein Anschlusskonzept zu entwickeln, dem allerdings die Grundlage dadurch entzogen wurde, dass die Produktionsausrüstung bereits nach Tschechien verkauft worden war. Das Angebot der Weiterbeschäftigung im Saarbrücker Stammwerk Halbergerhütte der Saint-Gobain Gruppe wurde von keinem der Arbeiter aus der Produktion angenommen.
Bis 2013 betrieb die Saint-Gobain Gussrohr GmbH in Gelsenkirchen noch ein Beschichtungswerk (Kunststoffbeschichtung) für Formstücke mit etwa 50 Mitarbeitern, die bis 2013 auf etwa elf reduziert wurden. Große Teile des Werksgeländes lagen bereits brach und befanden sich im Abriss. Ebenso wurde ein Teil der Ausrüstung nach Indien verkauft. Nach der Schließung 2013 hat sich Saint-Gobain inzwischen komplett aus Gelsenkirchen zurückgezogen.

## Zustand heute

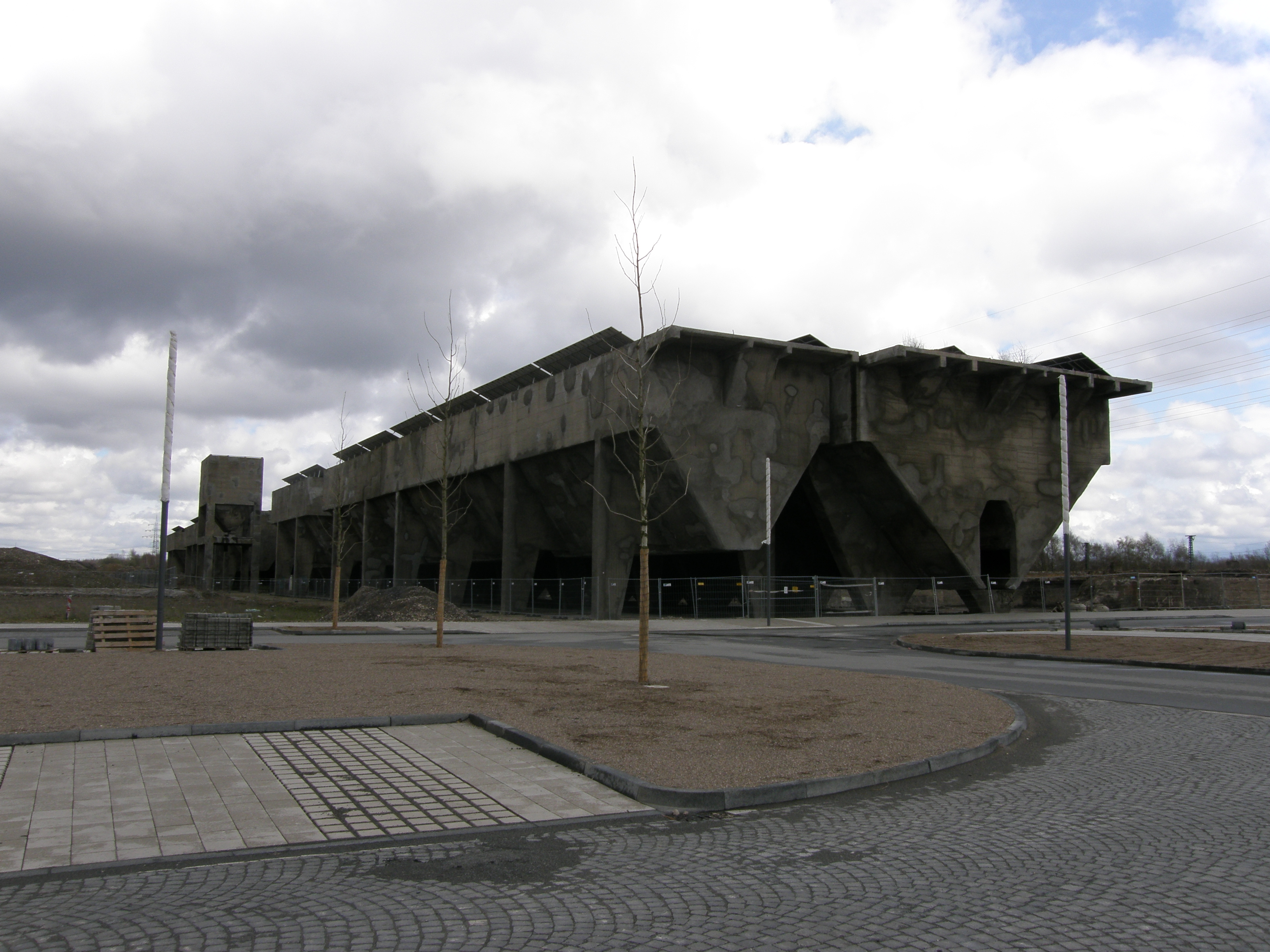
Solarbunker und …

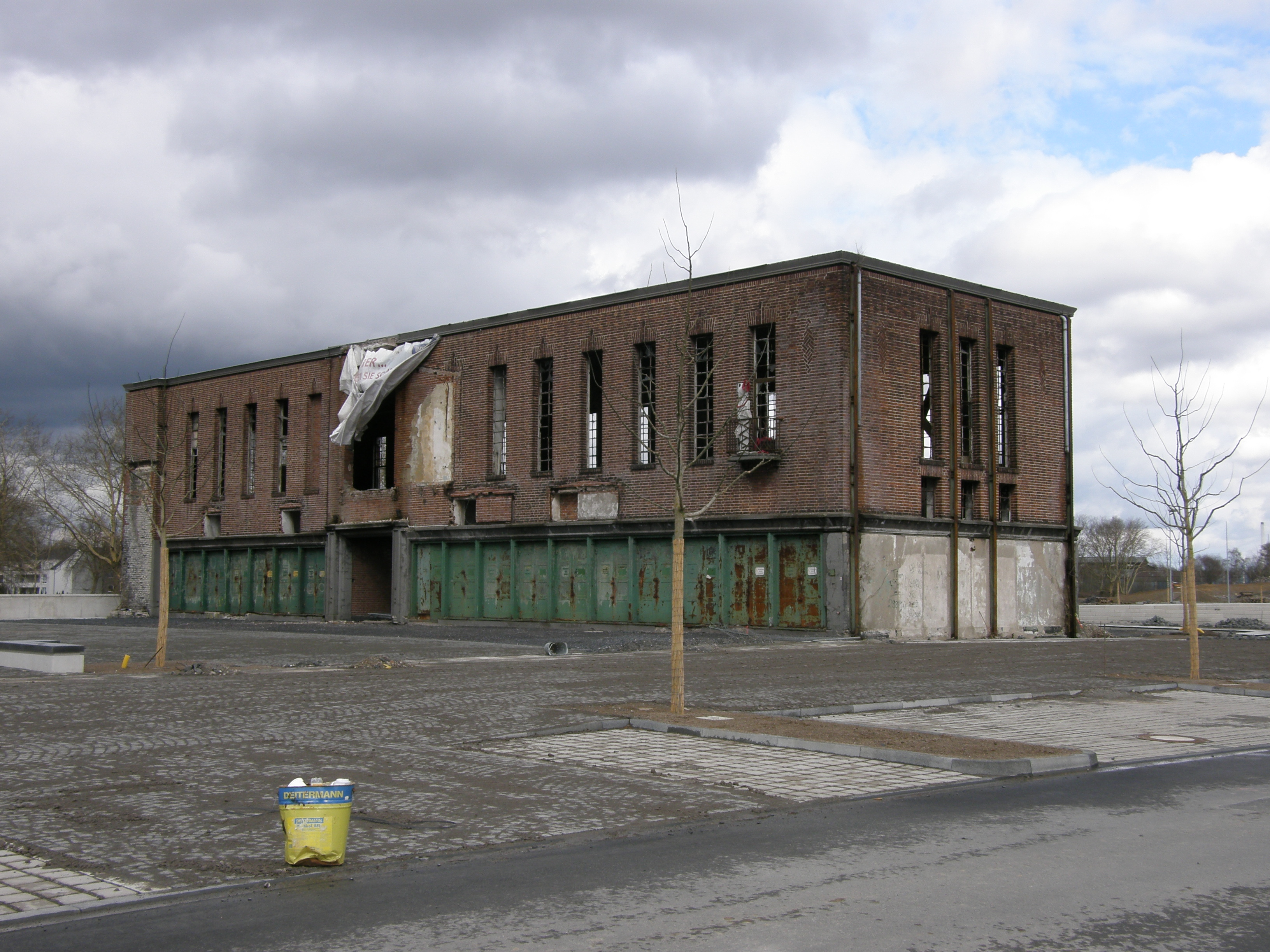
… Energiezentrale April 2010

Bis heute erhalten sind das Torhaus 1, das Schalthaus, der Hochbunker, Teile eines unterirdischen Fußwegesystems und die Erzverladung.
1996 übernahm die Landesentwicklungsgesellschaft Nordrhein-Westfalen (inzwischen NRW.URBAN) die etwa 35 Hektar große, brachliegende Fläche im westlichen Teil des Werksgeländes. Das Gelände, das etwa drei Kilometer vom Gelsenkirchener Hauptbahnhof entfernt liegt, sollte mit kleinen Handwerksbetrieben, Handel und Wohnen wiederbelebt werden, lange Zeit ist allerdings nichts passiert. Erst seit 2012 besteht ein Bebauungsplan der Stadt Gelsenkirchen für das gesamte Werksgelände, nachdem sich der endgültige Rückzug von Saint-Gobain abzeichnete.
Seit der Schließung des letzten Werksteils ist inzwischen Fahrt in den Abriss und die Neuerschließung der Fläche gekommen. Der östliche Teil des Werksgeländes wird von der Saint-Gobain PAM Deutschland, der Nachfolgegesellschaft von S.-G. Gussrohr, vermarktet. Es haben sich inzwischen viele Firmen, u. a. aus der Logistik-Branche auf dem Gelände niedergelassen. Der Autoteilezulieferer Bilstein Group eröffnete hier 2022 ein großes Logistik- und Bürozentrum mit knapp 425 Mitarbeitern, die Logistikunternehmen Imperial Logistics und Wheels Logistics siedelten sich an und auch der Tiernahrungshändler DOKAS aus Essen (40 Arbeitsplätze) zog 2022 von Essen zum Schalker Verein. Ebenso zog der Callcenter-Betreiber Amevida SE 2023 auf das Gelände, es werden dort etwa 400 Mitarbeiter beschäftigt.
Im Rahmen der Kulturhauptstadt Ruhr.2010 wurde der Solarbunker als Spielstätte zum Beispiel für Starke Orte genutzt. Es handelt sich dabei um den verbliebenen Hoch-Erzbunker, auf dessen Dach eine großflächige Photovoltaikanlage installiert ist.

## Nachweise
1. ↑  Siehe Patentanmeldung DE000000378557A vom Dezember 1922 und folgende
2. ↑  Manfred Rasch, Vera Schmidt, Gerald D. Feldman (Hrsg.): August Thyssen und Hugo Stinnes. Ein Briefwechsel 1898–1922. Verlag C. H. Beck, München, 2003, ISBN 3-406-49637-7, S. 591, GoogleBooks
3. ↑  o. V.: "Entflechtung der Stahl-Industrie" in: "Hüttenzeitung" des Bochumer Vereins, JG 22/23, 1951
4. ↑  Titelblatt des Geschäftsberichts für das erste Geschäftsjahr 1952 und das zweite Geschäftsjahr 1952/52 der Rheinisch-Westfälische Eisen- und Stahlwerke AG, Mülheim (Ruhr)
5. ↑  Rheinstahl-Broschüre "100 Jahre Schalker Verein", 1972
6. ↑  Klaus Johann: St. Gobain schließt Gelsenkirchener Traditionsunternehmen Schalker Verein. 22. Oktober 2013, abgerufen am 29. Dezember 2024.
7. ↑  Klaus Johann: Betriebsrat - Sozialplan galt für die Ewigkeit. 13. Januar 2015, abgerufen am 29. Dezember 2024.
8. ↑  Fallbeispiel Schalker Verein/St Gobain, in: Bernard Gazier (Hrsg.), Frederic Bruggeman (Hrsg.),  Sian Moore (Hrsg.) Restructuring Work and Employment in Europe: Managing Change in an Era of Globalisation, Edward Elgar Publishing Ltd (30. November 2008), ISBN 978-1-84720-569-8, S. 132ff.
9. ↑  Klaus Johann: St. Gobain schließt Gelsenkirchener Traditionsunternehmen Schalker Verein. 22. Oktober 2013, abgerufen am 29. Dezember 2024.
10. ↑  Johannes Reichel, Nadine Bradl: Bilstein Group: Logistikzentrum Gelsenkirchen im Vollbetrieb. In: LOGISTRA.de. 11. April 2023, abgerufen am 29. Dezember 2024.
11. ↑  Jörn Stender: Dokas: Spezialist für Tier-Snacks zieht zum Schalker Verein. 11. August 2022, abgerufen am 29. Dezember 2024.